# Frontline
Frontline (estilitzat com a FRONTLINE) és un programa documental d'investigació distribuït pel Public Broadcasting Service als Estats Units. Els episodis es produeixen a WGBH de Boston. La sèrie ha cobert una varietat de qüestions estatunidenques i internacionals, com ara el terrorisme, eleccions, desastres ambientals, i altres temes sociopolítics. Des del seu debut el 1983, Frontline s'ha emès als Estats Units durant 40 temporades i ha guanyat elogis de la crítica i premis en periodisme de radiodifusió. Ha produït 750 documentals tant de cineastes propis com independents, 200 dels quals estan disponibles en línia. Alguns documentals han estat traduïts al català per TV3, com Territori talibà (2021) Fugir de l'infern, La insurrecció americana (2021) i Els neonazis i l'extrema dreta a Alemanya (2021).